# Бедуиду
Бедуиду (порт. Beduído) — район (фрегезия) в Португалии, входит в округ Авейру. Является составной частью муниципалитета Эштаррежа. Находится в составе крупной городской агломерации Большое Авейру. По старому административному делению входил в провинцию Бейра-Литорал. Входит в экономико-статистический субрегион Байшу-Воуга, который входит в Центральный регион. Население составляет 7794 человека. Занимает площадь 20,23 км².
Покровителем района считается Иаков Зеведеев (порт. São Tiago).